# Wohn- und Wirtschaftsgebäude Bornreiher Straße 18
Das Wohn- und Wirtschaftsgebäude Bornreiher Straße 18 in der niedersächsischen Gemeinde Vollersode-Bornreihe wurde im ersten Drittel des 19. Jahrhunderts gebaut. Aktuell (2025) wird es zum Wohnen genutzt.
Das Gebäude steht unter Denkmalschutz (siehe auch Liste der Baudenkmale in Vollersode).

## Geschichte und Beschreibung
Die Gemeinde Vollersode wurde erstmals 1185 als Valdersha erwähnt und ist heute Teil der Samtgemeinde Hambergen. Das Moor- und Straßendorf Bornreihe kam wohl 1974 zum nördlichen Vollersode.
Das eingeschossige traufständige Gebäude als Zweiständer-Hallenhaus in regelmäßigem Fachwerk mit Steinausfachungen, reetgedecktem Krüppelwalmdach und Walm am Wohngiebel, Uhlenloch sowie Grooter Door mit Korbbogen wurde um 1830 auf großem Areal gebaut.
Das Landesdenkmalamt befand u. a.: „… ein regionstypisches Hallenhaus in Zweiständerkonstruktion …“